# Saison 1961 de la Ligue canadienne de football
Chronologie
Saison précédente Saison suivante
1961 est la quatrième saison de la Ligue canadienne de football et la 78e saison depuis la fondation de la Canadian Rugby Football Union en 1884.

## Événements
Comme l'avait fait l'Interprovincial Rugby Football Union (IRFU) l'année précédente, la Western Interprovincial Football Union (WIFU) change son nom pour la « Conférence de l'Ouest » (Western Football Conference) mais conserve une certaine autonomie au sein de la Ligue canadienne de football.
Pour la première fois, des matchs entre l'Est et l'Ouest font partie de la saison régulière. Jusque là, les équipes des deux conférences ne se rencontraient qu'en matchs pré-saison et au match de la coupe Grey. Les équipes de l'Est jouent cinq de leurs 14 matchs contre l'Ouest, et celles de l'Ouest quatre de leurs 16 contre l'Est.

## Classements
| Clt   | Équipe                 | PJ | V  | D | N | BP  | BC  | Pts |
| ----- | ---------------------- | -- | -- | - | - | --- | --- | --- |
| +001, | Tiger-Cats de Hamilton | 14 | 10 | 4 | 0 | 340 | 293 | 20  |
| +002, | Rough Riders d'Ottawa  | 14 | 8  | 6 | 0 | 359 | 285 | 16  |
| +003, | Argonauts de Toronto   | 14 | 7  | 6 | 1 | 255 | 258 | 15  |
| +004, | Alouettes de Montréal  | 14 | 4  | 9 | 1 | 213 | 225 | 9   |

| Clt   | Équipe                           | PJ | V  | D  | N | BP  | BC  | Pts |
| ----- | -------------------------------- | -- | -- | -- | - | --- | --- | --- |
| +001, | Blue Bombers de Winnipeg         | 16 | 13 | 3  | 0 | 360 | 251 | 26  |
| +002, | Eskimos d'Edmonton               | 16 | 10 | 5  | 1 | 334 | 257 | 21  |
| +003, | Stampeders de Calgary            | 16 | 7  | 9  | 0 | 300 | 311 | 14  |
| +004, | Roughriders de la Saskatchewan   | 16 | 5  | 10 | 1 | 211 | 314 | 11  |
| +005, | Lions de la Colombie-Britannique | 16 | 1  | 13 | 2 | 215 | 393 | 4   |

## Séries éliminatoires

### Demi-finale de la Conférence de l'Ouest
- 11 novembre : Eskimos d'Edmonton 8 - Stampeders de Calgary 10
- 13 novembre : Stampeders de Calgary 17 - Eskimos d'Edmonton 18

Calgary remporte la série 27 à 26.

### Finale de la Conférence de l'Ouest
- 18 novembre : Blue Bombers de Winnipeg 14 - Stampeders de Calgary 1
- 22 novembre : Stampeders de Calgary 14 - Blue Bombers de Winnipeg 43

Winnipeg gagne la série au meilleur de trois matchs 2 à 0 et passe au match de la coupe Grey.

### Demi-finale de la Conférence de l'Est
- 11 novembre : Argonauts de Toronto 43 - Rough Riders d'Ottawa 19

### Finale de la Conférence de l'Est
- 18 novembre : Tiger-Cats de Hamilton 7 - Argonauts de Toronto 25
- 25 novembre : Argonauts de Toronto 2 - Tiger-Cats de Hamilton 48

Hamilton remporte la série 55 à 27 et passe au match de la coupe Grey.

### 49ecoupe Grey
- 2 décembre : Les Blue Bombers de Winnipeg gagnent 21-14 contre les Tiger-Cats de Hamilton en deuxième prolongation au stade de l'Exposition nationale à Toronto (Ontario).

## Honneurs individuels
- Trophée Schenley du meilleur joueur : Bernie Faloney (en) (QA), Tiger-Cats de Hamilton
- Trophée Schenley du meilleur joueur de ligne : Frank Rigney (en) (BL), Blue Bombers de Winnipeg
- Trophée Schenley du meilleur Canadien : Tony Pajaczkowski (en) (BL/AD), Stampeders de Calgary
- Trophée Jeff-Russel (courage, habileté, jeu propre et esprit sportif dans la Conférence de l'Est) : Bobby Jack Oliver (PD), Alouettes de Montréal